# Grzyby klawarioidalne

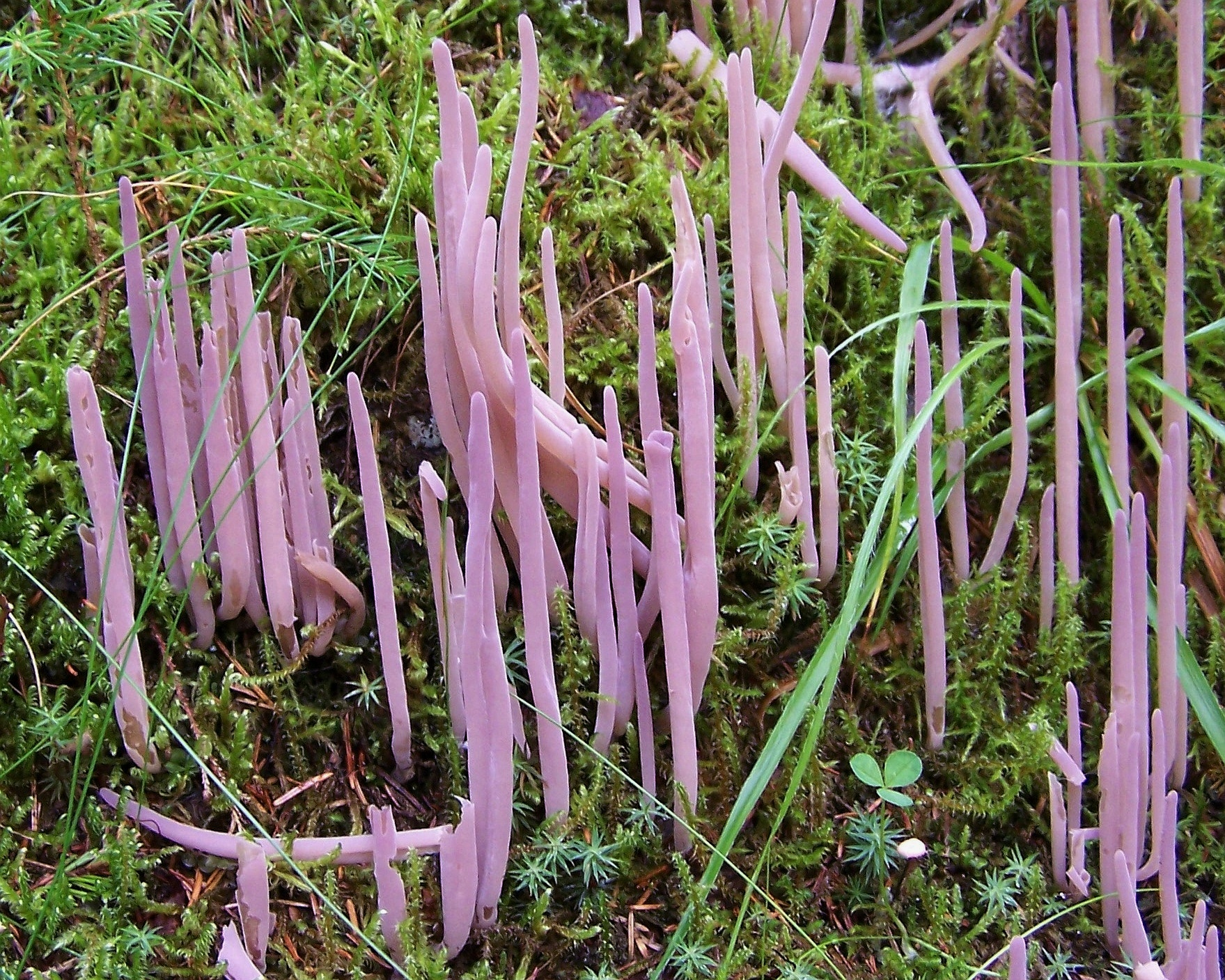
Goździeniec purpurowy

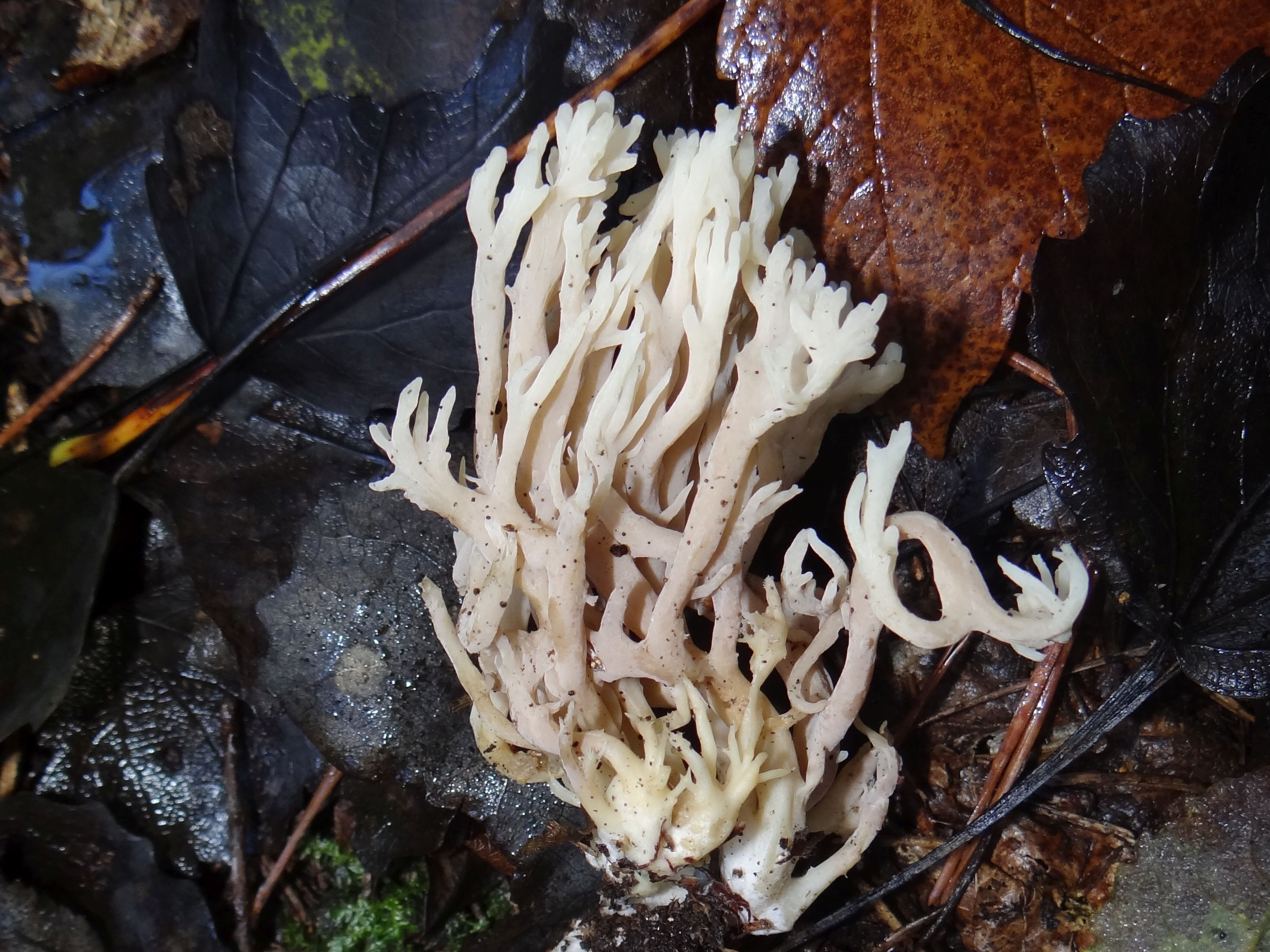
Koralówka blada

Grzyby klawarioidalne (ang. clavarioid fungi) – nieformalna morfologiczno-biologiczna grupa grzybów z typu podstawczaków, wytwarzająca owocniki pałeczkowate, maczugowate lub krzaczasto rozgałęzione. Najczęściej jako grzyby saprotroficzne rozwijają się na próchnicy lub resztkach drzewnych, ale niektóre mogą być grzybami ektomykoryzowymi, porostami lub pasożytami. Występują w strefie umiarkowanej, subtropikalnej i w lasach tropikalnych. Są wśród nich zarówno grzyby jadalne, jak i grzyby trujące.
Grzyby klawarioidalne są jedną z podgrup grzybów afylloporoidalnych. Nazwa grupy pochodzi od rodzaju Clavaria, do którego dawniej zaliczano liczne gatunki grzybów o tej budowie. Obecnie jednak należą one do różnych jednostek taksonomicznych, m.in. są to: Alloclavaria, Artomyces, Clavariadelphus, Clavulinopsis, Clavulina, Lachnocladium, Lentaria, Lepidostroma, Multiclavula, Ramaria, Ramariopsis, Pterula, Typhula.
Na świecie znanych jest około 800 gatunków grzybów klawarioidalnych, należących do około 30 rodzajów w rzędach pieczarkowce (Agaricales), pieprznikowce (Cantharellales), siatkoblaszkowce (Gomphales), szczeciniakowce (Hymenochaetales), żagwiowce (Polyporales) i gołąbkowce (Russulales). W Polsce do 2002 r. liczba poznanych taksonów (gatunków i odmian) tych grzybów wynosiła 65, do 2015 r. znaleziono jeszcze 13 nowych, tak, że łączna liczba wyniosła 78 taksony. Nie jest to jednak liczba ostateczna, mykobiota Polski nie jest bowiem jeszcze do końca przebadana i należy spodziewać się nowych znalezisk, zwłaszcza w grupie grzybów klawarioidalnych, kortycjoidalnych, cyfeloidalnych i hydnoidalnych o niewielkich owocnikach.